# Edifici del Govern Metropolità de Tòquio
L'Edifici del Govern Metropolità de Tòquio (東京都庁舎 Tōkyō-to Chōsha), (també conegut com a Tōchō) és l'edifici que alberga el centre del govern local de Tòquio, el qual no vigila solament als 23 barris especials de Tòquio, sinó que també a totes les ciutats i viles que conformen en total de Tòquio.

## Descripció

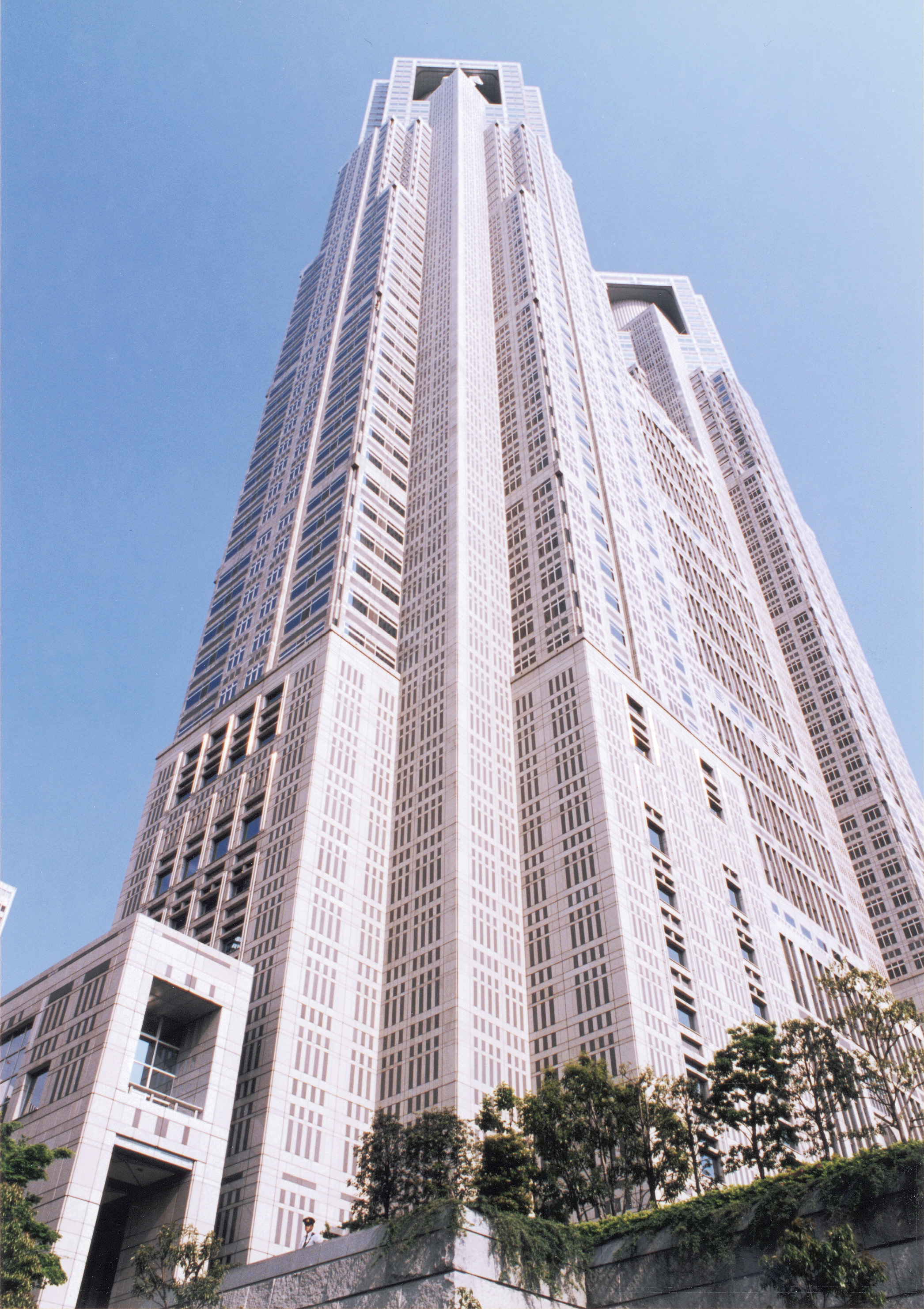
L'Edifici del Govern Metropolità de Tòquio

Està ubicat al Tokio City Hall, un complex de Shinjuku, sent l'edifici més alt de tot Tòquio, amb 243 metres des de la seva base fins a la punta, i és la segona estructura més alta després de la Torre de Tòquio. A la part superior, hi ha dos pisos disponibles al públic perquè observi la ciutat, s'hi pot accedir de franc.
L'edifici consta de tres estructures que són similars a un sol edifici. El més alt dels tres edificis és l'Edifici Principal 1, una torre que té 48 pisos, que prop de 33 es divideixen en dues seccions més petites. A més a més, té tres nivells subterranis. El disseny de l'edifici és de l'arquitecte japonès Kenzo Tange el qual va substituir l'antic ajuntament de Yūrakuchō, construït el 1957 i també dissenyat per Tange, que ara és la seu del Fòrum Internacional de Tòquio.
Els altres dos edificis són l'Edifici de l'Assemblea de Tòquio, que consta de 8 pisos, incloent un pis subterrani, i l'Edifici Principal 2, que té 37 nivells i 3 pisos subterranis.
Es va acabar de construir el 1991, amb un cost aproximat de 157.000 milions de iens (prop de 1.000 milions de dòlars), que es van obtenir de diners públics, per això a la torre se la coneix com la "Torre dels Impostos".